# Wittdün auf Amrum
Wittdün auf Amrum (frisiska: Witjdün üüb Oomram, danska: Vitdyn, Hvidklit) är en kommun med orten Wittdün på ön Amrum i Kreis Nordfriesland i förbundslandet Schleswig-Holstein i Tyskland.
Kommunen ingår i kommunalförbundet Amt Föhr-Amrum tillsammans med ytterligare 14 kommuner.